# أنطون الكسندر
أنطون الكسندر (بالنرويجية البوكمول: Anton Alexander)‏ هو سياسي نرويجي، ولد في 19 سبتمبر 1870 في النرويج، وتوفي في 10 أكتوبر 1945. حزبياً، نشط في الحزب الليبرالي. وقد انتخب عضو برلمان النرويج ‏ عن دائرة Market towns of Telemark and Aust-Agder counties ‏ (1934 – 1936).